# یواس‌اس وایپر (۱۸۰۶)
یواس‌اس وایپر (۱۸۰۶) (به انگلیسی: USS Viper (1806)) یک کشتی است که طول آن ۷۳ فوت ۰ اینچ (۲۲٫۲۵ متر) می‌باشد. این کشتی در سال ۱۸۰۶ ساخته شد.